# Les Costes

Les Costes este o comună în departamentul Hautes-Alpes, Franța. În 2015 avea o populație de 178 de locuitori.